# Alos (Ariège)
Alos is een gemeente in het Franse departement Ariège (regio Occitanie) en telt 121 inwoners (2004). De oppervlakte bedraagt 22,7 km², de bevolkingsdichtheid is 5,3 inwoners per km². De plaats maakt deel uit van het arrondissement Saint-Girons.

## Geschiedenis
Alos was onderdeel van het Saint-Girons tot dit op 22 maart 2015 werd opgeheven en de gemeente werd opgenomen in het op diezelfde dag gevormde kanton Couserans Est.

## Demografie
Onderstaande figuur toont het verloop van het inwoneraantal van Alos vanaf 1962.

Vanwege een beveiligingsprobleem met de MediaWiki Graph-software is het momenteel niet mogelijk deze grafiek weer te geven. Zodra de software is bijgewerkt zal de grafiek vanzelf weer zichtbaar worden.
Bron: Frans bureau voor statistiek. Cijfers inwoneraantal volgens de definitie population sans doubles comptes (zie de gehanteerde definities)